# ثيوفيلوس الثالث بطريرك الإسكندرية
ثيوفيلوس الثالث (Πατριάρχης Θεόφιλος Β΄) بطريرك الإسكندرية للروم الأرثوذكس من 1805 الي 1825. 
ولد في بطمس عام 1764 وكان ابن شقيق بطريرك الإسكندرية بارثينيوس الثاني. درس في مدرسة باتميادا الكنسية. ثم ذهب للدراسة في أدرنة حيث كان عمه القنصل الأول. في عام 1789 ذهب إلى القسطنطينية ثم عين مدرسًا في القاهرة.
هناك أصبح راهبًا وأرشمندريتًا وفي عام 1797 مطران لليبيا. كان متعلمًا ومعروفًا بخطبه. في عام 1805 ، كان عمه يعاني من مشاكل صحية ، فاستقال من الكرسي لصالحه ، لكن البطريركية المسكونية لم توافق على ذلك. بعد وفاة بارثينيوس عام 1806 ، انتخبه المجمع المقدس للبطريركية المسكونية بطريركًا للإسكندرية . [بحاجة لمصدر]
وبصفته بطريركًا ، فقد أيد هجرة اليونانيين إلى مصر وذلك بموافقة محمد علي. في أكتوبر 1819 ، بسبب مرضه ، ذهب إلى بطمس للتعافي ، رفع علم الاستقلال في بطمس في 12 أبريل 1821 ، وألقى خطابًا ناريًا لإلهام شعب بطمس من أجل النضال المؤيد للوطن. في 14 أكتوبر 1825 ، عقد البطريرك المسكوني كريسانثوس ، تحت ضغط الباب العالي ، سينودسًا في القسطنطينية ، أقال ثيوفيلوس من منصبه بسبب غيابه الطويل عن الكرسي البطريركي. ثم بقي ثيوفيلوس في بطمس حتى وفاته في 24 يناير 1833 في دير الرسول يوحنا اللاهوتي في بطمس . [بحاجة لمصدر]